# Refoxos
Refoxos (Spanisch Refojos) ist ein Dorf in der Gemeinde Vegadeo der autonomen Region Asturien in Spanien.

## Geographie
Refoxos liegt am Oberlauf des Rio Eo und hat 44 Einwohner (2020) auf einer Fläche von 10,49 km². Die nächste größere Ortschaft ist Vegadeo, der 7,1 km entfernte Hauptort der gleichnamigen Gemeinde. Das Dorf gehört zu dem Parroquia Abres.

## Verkehrsanbindung
Refoxos ist über die N-640 auf die VE-2 erreichbar.

## Klima
Angenehm milde Sommer mit ebenfalls milden, selten strengen Wintern. In den Hochlagen können die Winter durchaus streng werden.

## Sehenswürdigkeiten
- Capilla de Refoxos (Kapelle)
- Reserva Natural Parcial de la Ría del Eo (Naturpark)